# Cranc xinès
El cranc xinès (en xinès:|大|閘|蟹 'dà zhá xiè') (Eriocheir sinensis) és una espècie de crustaci decàpode de l'infraordre Brachyura.
És natiu dels estuaris de l'est d'Àsia des de Corea a la província xinesa de Fujian. Ha estat introduït a Europa i Amèrica del Nord, probablement, en part, mitjançant l'aigua de llast de l'interior dels bucs. És una espècie invasora de mida mitjana que fa galeries a la terra.

## Descripció i ecologia
La seva característica principal distintiva és el fet de tenir taques denses de pèls en les seves pinces. El cos del cranc fa més o menys un pam d'ample. És comestible i considerat una delícia en la gastronomia xinesa de Shanghai.
Aquest cranc passa la major part de la seva vida en aigües dolces, però torna al mar per a criar. Als quatre o cinc anys migra aigües avall dels rius i arriba a la seva maduresa sexual als estuaris. Pon els ous en aigües salobroses i els crancs joves es desplacen riu amunt per completar el seu cicle vital.

## Espècie invasora
Ha estat introduït a Europa i Amèrica del Nord, probablement, en part, mitjançant l'aigua de llast de l'interior dels bucs. És una espècie invasora de mida mitjana que fa galeries a la terra.
Fa la competència a les espècies de cranc autòctones d'Europa i Amèrica del Nord i els forats que fan danyen les infraestructures, com per exemple, embussant les canonades, destruint les canals de regadiu, etc. És a la llista de les 100 espècies invasores més dolentes d'Europa.
Els crancs d'aquest gènere actuen com vector del paràsit pulmonar Paragonimus westermani. A Alemanya l'impacte econòmic d'aquest cranc s'ha avaluat en uns 80 milions d'euros. A Espanya ja s'ha trobat a Vigo, prop del Parc Nacional de Doñana i, especialment, al port de Sevilla. Segons l'Institut Cavanilles encara no s'ha detectat als rius del País Valencià.